# Dźwignia zmiany biegów

Przykładowy wzór na dźwigni

Dźwignia zmiany biegów - element służący do włączania i wyłączania odpowiednich przełożeń skrzyni biegów pojazdu. W samochodach najczęściej umieszczona jest w podłodze pomiędzy siedzeniem kierowcy i pasażera, rzadziej w kolumnie kierownicy; w motocyklach dźwignia zmiany biegów znajduje się przy skrzyni biegów, w dolnej części pojazdu i przystosowana jest do obsługiwania stopą.

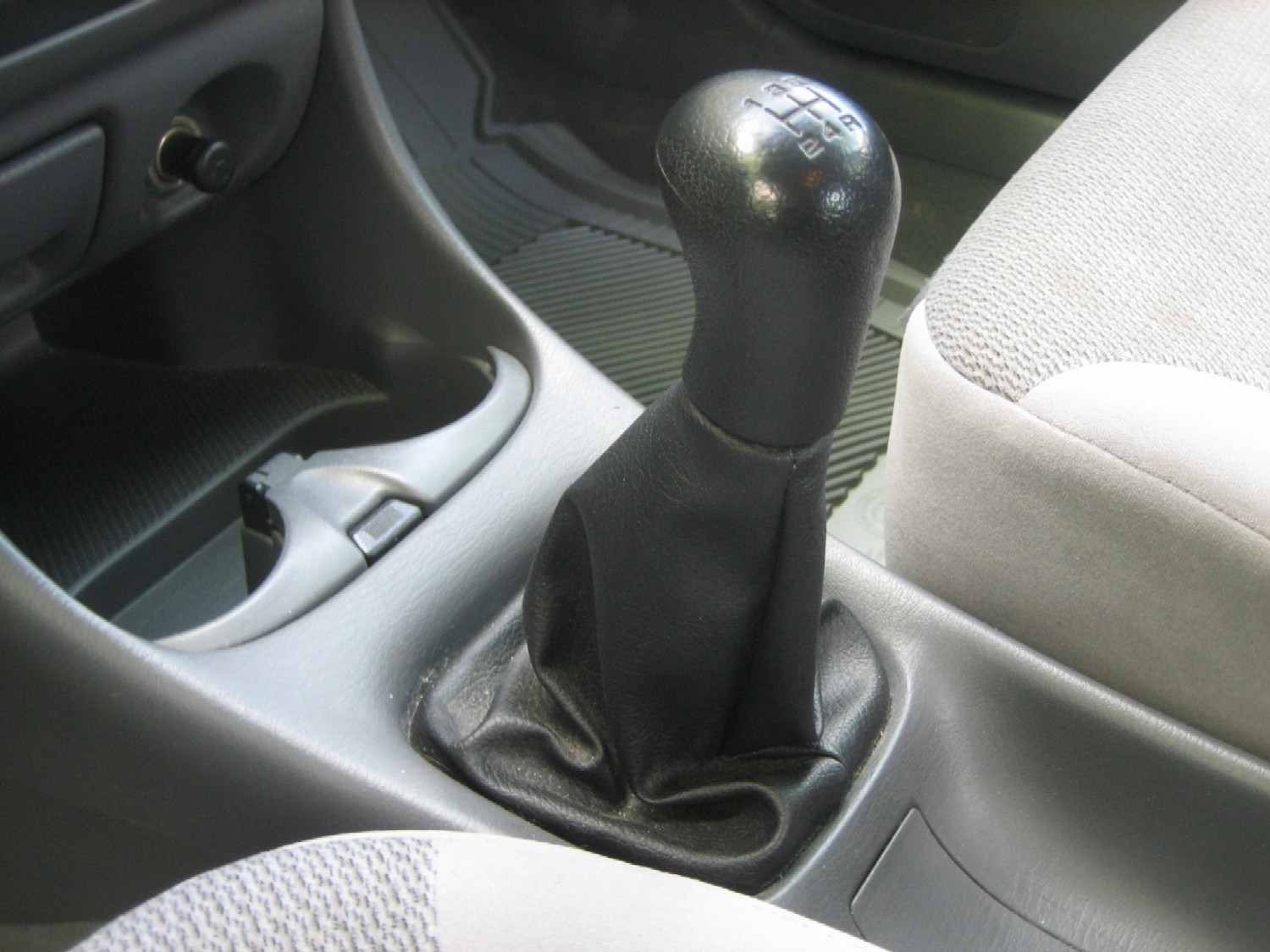
Dźwignia zmiany biegów w podłodze samochodu
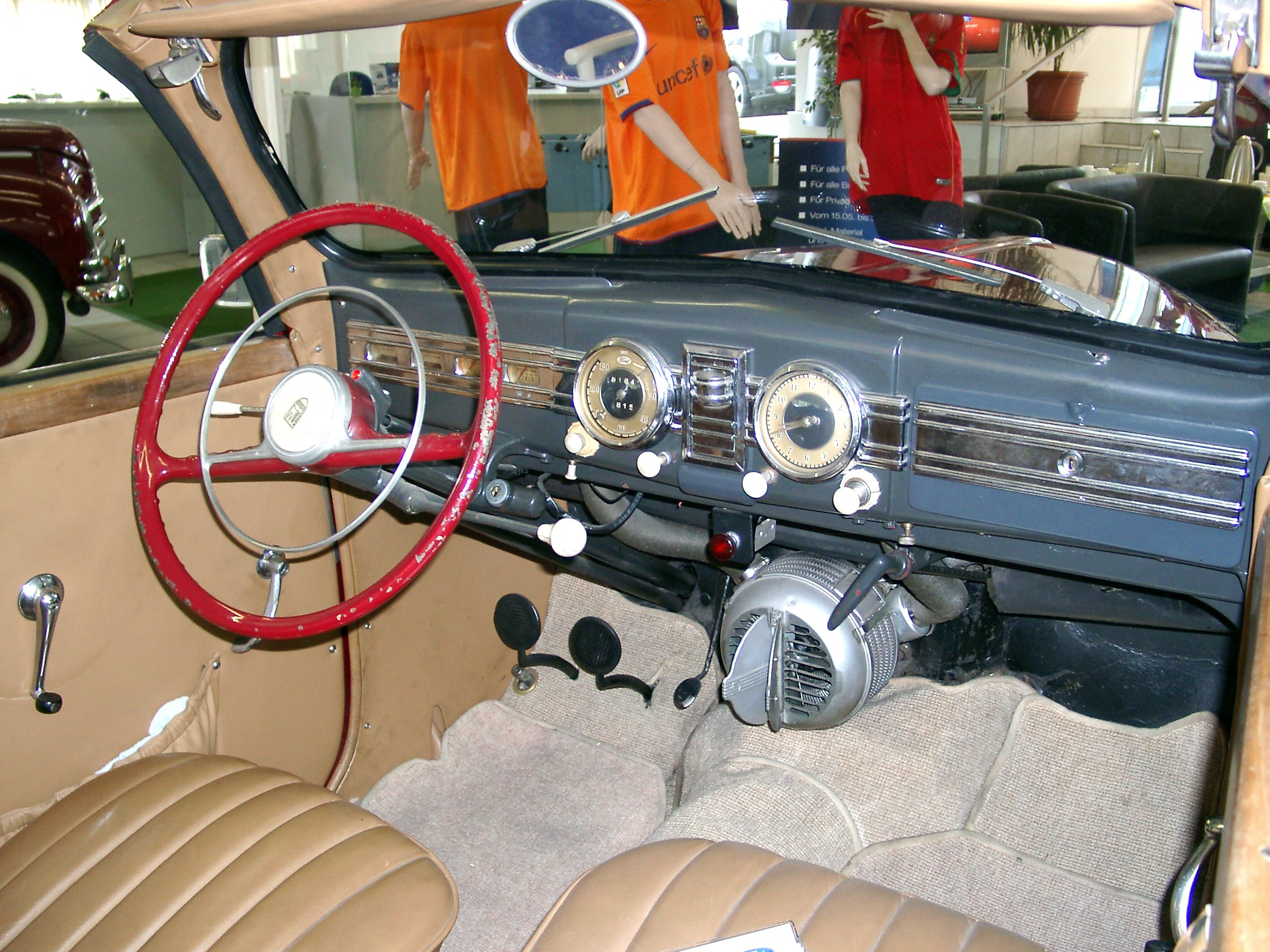
Dźwignia zmiany biegów przy kolumnie kierownicy (tu: z dużą białą gałką)
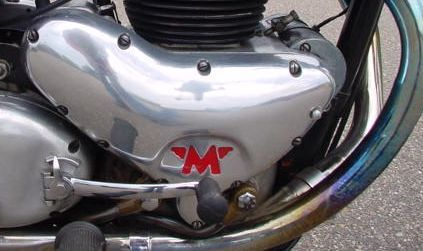
Dźwignia zmiany biegów motocykla